# Исход (роман)
«Исход» — роман-бестселлер американского писателя Леона Юриса. Именно этот роман принёс его автору мировую известность.
Роман описывает исторические события от еврейских погромов в России в конце XIX века до середины XX века — создания Государства Израиль. Основной темой романа является возвращение евреев на историческую родину и борьба за создание собственного государства. В центре повествования — история любви американской медсестры и еврейского подпольщика, оказавшихся в гуще событий.
Роман был переведен на 50 языков, его суммарный тираж превысил 7 млн экземпляров. В русском переводе роман был выпущен в 1973 году в Иерусалиме.

## Сюжет

### Книга первая. За Иорданом
1946 год. Американский журналист Марк Паркер прилетает на Кипр повидаться со старой знакомой — медсестрой Китти Фремонт. В это же время на Кипр прибывает агент подпольной сионистской организации Моссад ле-Алия Бет Ари Бен Канаан.
На Кипре, находящемся под контролем Великобритании, организованы лагеря беженцев. Это евреи, пережившие Холокост, которых Великобритания не желает впускать в Палестину. Среди беженцев — множество детей и подростков, в основном сирот, родители которых были убиты нацистами. Беженцев держат за колючей проволокой как заключённых. Задача Бен Канаана — устроить массовый побег из лагеря. Ему помогает друг и жених его сестры Давид бен Ами.
С первого дня знакомства у Китти возникает симпатия к Бен Канаану, но она не хочет участвовать в его деятельности. Бен Канаан уговаривает Китти посетить лагерь. Там она встречает Карен Хансен Клемент, спасшуюся от Холокоста в Дании в приёмной семье. Девушка напоминает Китти её погибшую дочь, и между ними устанавливаются теплые дружеские отношения. Чтобы быть ближе к Карен, Китти соглашается на работу в лагере.
Среди заключенных лагеря также находится Дов Ландау — озлобленный парень, вся семья которого погибла в Варшавском гетто. Дов — специалист по подделке документов. С помощью Дова Канаан подделывает огромное количество накладных, по которым вывозит технику и оружие с английских военных баз. По таким же поддельным документам в назначенный день он вывозит из лагеря 300 детей и погружает их на корабль «Исход».
Корабль должен отвезти беженцев в Палестину, но не это главная цель Канаана, важнее другое — привлечь внимание мировой общественности к сложившейся ситуации. Поэтому Бен Канаан сообщает о побеге английским властям, те реагируют незамедлительно: «Исход» окружен и беженцам предлагают сдаться. Но это именно то, чего добивался Бен Канаан, по его сигналу журналист Марк Паркер передает информацию в зарубежную прессу. С этого момента внимание всего мира приковано к маленькому суденышку и к действиям англичан.
Бен Канаан требует официального разрешения для еврейских беженцев отбыть в Палестину. Англичане упорствуют. Под руководством Бен Канаана дети объявляют голодовку, десятками потерявших сознание выносят на палубу. Китти осуждает действия Бен Канаана, считая их жестокими, но тем не менее следует за ним на судно, чтобы помочь ухаживать за детьми и быть рядом с Карен. По всей Европе прокатывается волна демонстраций в защиту еврейских беженцев. Англичане вынуждены уступить, корабль получает разрешение отбыть в Землю Обетованную.

### Книга вторая. Моя земля
Черта оседлости, Житомир, Россия 1884 год. В Российской империи живёт бедная еврейская семья Рабинских. Глава семьи Симон, сапожник по профессии, является также старостой своей синагоги и пользуется большим авторитетом как знаток Торы. Двое сыновей Симона — 16-летний Иосиф и 14-летний Яков учатся в религиозной школе.
Яков рассказал Иосе о планируемом собрании организации «Друзья Сиона», где должен выступить билуец из Палестины, Иосиф знал, что отец не одобряет идеи Билу, и боялся его гнева, поэтому он не пошёл на это собрание. Но в следующий раз Яков уговорил Иосю пойти с ним, предварительно сказав отцу, что они пошли читать Кадиш, братья отправились на собрание. Иося был очень удивлен. Симон Рабинский знал что его сыновья посетили собрание Друзей Сиона, и он был обижен на них, из-за того что они не доверяют ему. Отец братьев Рабинских не поддерживал идеи сионизма, а наоборот противился им.
Однажды в Житомире случился еврейский погром, вдохновителем которого был директор местной гимназии Андреев. Пока сыновья Рабински добирались домой, Симон пробирался к зданию синагоги, чтобы спасти свитки Торы. Симон был убит погромщиками, когда он выбирался из синагоги, последними словами Симона Рабинского были Слушай Израиль. Через месяц после гибели отца, Яков заколол директора гимназии Андреева.
После погрома, в котором был убит Симон, братья отправились пешком в Палестину. Они добрались до неё в 1888 году.
В это же время в Европе началось зарождение сионистского движения, которое возглавил публицист Теодор Герцль. Он собрал всемирный еврейский конгресс, который решил, что евреям необходимо своё государство — на исторической родине, в Палестине. Поток переселенцев в Палестину резко вырос — особенно в связи с массовыми погромами в России.
Яков и Иосиф женились и стали активистами сионистских сельскохозяйственных поселений — киббуцев. Они начали возрождение древнееврейского языка иврит и взяли себе новые имена: Яков стал Акивой в честь Рабби Акива, а Иосиф взял имя Барак бен Канаан. В 1914 году у Барака родился сын — Ари Бен Каннан.
В 1917 году Великобритания приняла Бальфурскую декларацию — обещание создать в Палестине национальный очаг для еврейского народа. Во время арабского восстания, сопровождавшегося еврейскими погромами, погибли жена и дочь Акивы. В 1929 году у Барака родилась дочь Иордана.
Для защиты еврейских поселений от нападений и погромов была создана вооружённая подпольная организации Хагана.

### Книга третья. Око за око
1946 год, Палестина. Корабль «Исход» с детьми, Китти, Довом, Карен и Бен Канааном прибывает в Палестину. В стране неспокойно. Еврейское подполье проводит диверсии против британских властей.
Организованные структуры еврейского ишува раскололись на две части: большинство, к которому принадлежит Барак бен Канаан, занимает выжидательную позицию, накапливая силы. Экстремистское меньшинство под руководством Акивы начинает кампанию террора против англичан. Они называют себя Маккавеями. Барак и Акива расходятся по разные стороны баррикады.
Китти и Карен поселились в еврейском селе Ган-Дафна. Дов Ландау присоединился к маккавеям. Ари вернулся к своей деятельности в Моссад ле-Алия Бет и Хагане. Китти влюблена в Ари, а Карен в Дова.
Руководитель маккавеев Акива вместе с Довом был арестован англичанами и убит во время побега, Дов скрывается. Ари ранен во время операции по освобождению Акивы и Дова, его лечит Китти.

### Книга четвертая. Воспрянь во славе
ООН принимает план раздела Палестины. По всей стране начинаются боевые действия между евреями и арабами.

### Книга пятая. На орлиных крыльях
После окончания войны с арабами множество евреев стремились попасть в Израиль. Одним из событий этого времени была перевозка самолётами в страну членов йеменской еврейской общины. Эта операция была названа «Орлиные крылья» или «Ковёр-самолет».
Ари Бен Канаан стал полковником израильской армии. Китти Фремонт работала в организации репатриации евреев из арабских стран. Барак бен Канаан умер от рака в возрасте 85 лет. Давид Бен Ами погиб в бою. Дов Ландау во время войны стал офицером, а после её окончания поступил в Хайфский технологический институт учиться на инженера. Карен Клемент была убита террористами. Ари и Китти поженились.

## Главные герои
- Ари Бен Канаан — агент подпольной сионистской организации Моссад ле-Алия Бет
- Кэтрин (Китти) Фремонт — сестра милосердия, гражданка США
- Марк Паркер — американский журналист, друг Китти
- Карен Хансен Клемент — еврейская девушка, нашедшая во время Холокоста приёмных родителей в Дании
- Дов Ландау — еврейский юноша, выживший во время восстания в Варшавском гетто и в лагере смерти Аушвиц.
- Барак Бен Канаан — сионистский деятель, отец Ари Бен Канаана
- Акива — еврейский подпольщик, брат Барака
- Иордана Бен Канаан — сестра Ари Бен Канаана
- Давид бен Ами — друг и соратник Ари Бен Канаана, жених Иорданы

## Оценки романа
По мнению Рэйчел Вейсброд, роман «Исход» впервые представил историю сионизма в доступной популярной форме мелодрамы.
Как пишет Краткая еврейская энциклопедия, роман сыграл большую роль в пробуждении национального самосознания евреев СССР и стал призывом к репатриации в Израиль. Сам Юрис называл свою книгу «библией еврейского диссидентского движения в России». О содержании романа он писал:

«Исход» — история величайшего чуда нашего времени, не имеющего аналогов в истории человечества. Это рассказ о втором рождении народа, который был рассеян по миру два тысячелетия назад. «Исход» — история о сражающемся народе, о людях, которые не просят прощения ни за то, что рождены евреями, ни за то, что хотят жить, не теряя чувства собственного достоинства.

## Экранизации и постановки
По роману режиссёр Отто Премингер в 1960 году снял одноимённый фильм с Полом Ньюманом в главной роли.
В 1971 году по роману был поставлен мюзикл «Ари» на Бродвее.

## Интересные факты
Один из прототипов романа, бывший во время войны хирургом в Освенциме, узнав себя в книге, подал на писателя в суд с обвинением в клевете. По результатам суда Юрис написал новый роман, вышедший в русском переводе под названием «Суд королевской скамьи» (англ. QB VII).